# Aleksandr Szyszkow
Aleksandr Wasiljewicz Szyszkow (ros. Александр Васильевич Шишков, ur. 15 listopada 1883 w Moskwie, zm. 8 lipca 1920 we wsi Dubrowino w guberni tomskiej) – rosyjski rewolucjonista, bolszewik.

## Życiorys
Pracował jako nauczyciel ludowy, w 1904 wstąpił do SDPRR, został aresztowany i w 1911 skazany na zesłanie do Kraju Narymskiego w guberni tomskiej, w 1914 zwolniony. W 1917 był sekretarzem Tomskiego Zjednoczonego Komitetu SDPRR, 1917–1918 komisarzem Kraju Narymskiego, od 1918 kierownikiem Wydziału NKWD RFSRR i zastępcą przewodniczącego Trybunału Rewolucyjnego Ukraińskiej SRR, potem do 1919 zastępcą przewodniczącego Wszechukraińskiej Czeki. W 1919 był przewodniczącym włodzimierskiej gubernialnej Czeki, od 2 lutego do 18 marca 1920 i ponownie od kwietnia do czerwca 1920 przewodniczącym tomskiej gubernialnej Czeki, później kierownikiem Wydziału Wojennego Syberyjskiego Komitetu Rewolucyjnego. Został zabity we wsi Dubrowino w guberni tomskiej.